# Banu (arabische Sprache)
Banu (arabisch بنو, DMG banū) ist die Status-constructus-Nominativ-Form eines der Plurale des arabischen Worts Ibn (‚Sohn‘) und wird im Sinne von „Söhne des …“ meist als Bestandteil arabischer oder arabisierter Stammesnamen benutzt.
In arabischen Dialekten oder einigen anderen Sprachen wird es auch Bani, Benu oder (etwa in Marokko) Beni gesprochen. So nennen sich beispielsweise vietnamesische Cham-Muslime Bani Islam, oder heißen die Meriniden statt Banu Marin im Spanischen Benimerinides.
Dem arabischen Banu entspricht das hebräische B’nai, wie z. B. in B’nai B’rith (‚Söhne des Bundes‘), die „Söhne Israels“ werden aber auch als Beni Israel bezeichnet.

## Namensträger
- Banu Aus
- Banu Chazradsch
- Banū Dānis
- Banu Ghatafan
- Banu Haschim
- Banu Hilal
- Banu Hud
- Banu Ifran
- Banū Laḫm
- Banū Machzūm
- Banu Murra
- Banu Nadir
- Banu Qaila
- Banu Qainuqa
- Banu Qasi
- Banu Quraiza